# Dreadnought (ladja)
Dreadnought (angleško neustrašnež; tudi drédnot) je vojaški izraz za bojne ladje iz začetka 20. stoletja, zgrajene po inovativnih standardih, ki so jih prvič uporabili pri gradnji bojne ladje Kraljeve vojne mornarice HMS Dreadnought, splovljene leta 1906. Bojne ladje, zgrajene pred letom 1906, označujejo kot Pred-dreadnought bojne ladje.